# Let Me Love You (bài hát của Mario)
"Let Me Love You" là một bài hát của nghệ sĩ thu âm người Mỹ Mario nằm trong album phòng thu thứ hai của anh, Turning Point (2004). Nó được phát hành vào ngày 16 tháng 11 năm 2004 như là đĩa đơn đầu tiên trích từ album bởi J Records và Epic Records. Bài hát được đồng viết lời bởi nam ca sĩ người Mỹ Ne-Yo, người cũng tham gia góp giọng nền cho nó, với Kameron Houff và nhà sản xuất của bài hát Scott Storch. "Let Me Love You" là một bản R&B ballad mang nội dung đề cập đến suy nghĩ và tình cảm của một người đàn ông đối với một cô gái không được đối xử trọn vẹn trong tình yêu, trong đó anh khẳng định cô sẽ được yêu thương nhiều hơn nếu người yêu của cô là anh, đã thu hút nhiều sự so sánh bởi những điểm tương đồng với đĩa đơn năm 1985 của Tina Turner "What's Love Got to Do with It". Một bản phối lại chính thức cho bài hát cũng được phát hành, với sự tham gia góp giọng từ hai rapper người Mỹ T.I. và Jadakiss.
Sau khi phát hành, "Let Me Love You" nhận được những phản ứng tích cực từ các nhà phê bình âm nhạc, trong đó họ đánh giá cao giai điệu bắt tai, quá trình sản xuất và so sánh nó với những tác phẩm từ thập niên 1980. Ngoài ra, bài hát còn gặt hái nhiều giải thưởng và đề cử tại những lễ trao giải lớn, bao gồm chiến thắng tại giải thưởng âm nhạc Billboard năm 2005 cho Đĩa đơn R&B/Hip-Hop của năm và Đĩa đơn R&B/Hip-Hop Airplay của năm và một đề cử giải Grammy cho Trình diễn giọng R&B nam xuất sắc nhất tại lễ trao giải thường niên lần thứ 48. "Let Me Love You" cũng tiếp nhận những thành công vượt trội về mặt thương mại, đứng đầu các bảng xếp hạng ở Đức và New Zealand, và lọt vào top 10 ở hầu hết những quốc gia nó xuất hiện, bao gồm vươn đến top 5 ở những thị trường lớn như Úc, Đan Mạch, Ireland, Ý, Hà Lan, Na Uy và Vương quốc Anh. Tại Hoa Kỳ, nó đạt vị trí số một trên bảng xếp hạng Billboard Hot 100 trong chín tuần liên tiếp, trở thành đĩa đơn quán quân đầu tiên của Mario tại đây.
Video ca nhạc cho "Let Me Love You" được đạo diễn bởi Director X với nội dung tương tự như lời bài hát, trong đó bao gồm những cảnh Mario bắt gặp và bị thu hút bởi một cô gái đang gặp khó khăn trong mối quan hệ với bạn trai của cô, trước khi họ gặp lại và cùng nhau nhảy múa ở cuối video. Để quảng bá bài hát, nam ca sĩ đã trình diễn nó trên nhiều chương trình truyền hình và lễ trao giải lớn, bao gồm The Tonight Show with Jay Leno, Top of the Pops và Total Request Live, cũng như trong nhiều chuyến lưu diễn của anh. Được ghi nhận là bài hát trứ danh trong sự nghiệp của Mario, "Let Me Love You" đã được hát lại và sử dụng làm nhạc mẫu bởi nhiều nghệ sĩ, như tác giả của bài hát Ne-Yo, Justin Bieber, Zayn Malik, Charlotte Church, Zendaya, Austin Mahone, Chris Lane, Jorja Smith và dàn diễn viên của Glee, cũng như xuất hiện trong nhiều tác phẩm điện ảnh và truyền hình, bao gồm All of Us, All That và The Story of Tracy Beaker.

## Danh sách bài hát
Đĩa CD #1 tại Anh quốc
1. "Let Me Love You" (bản album) – 4:09
2. "Let Me Love You" (MaUVe phối lại chỉnh sửa) – 4:05

Đĩa CD tại châu Âu và CD #2 tại Anh quốc
1. "Let Me Love You" (bản album) – 4:09
2. "Let Me Love You" (phối lại) – 4:29
3. "Let Me Love You" (MaUVe phối lại) – 7:42
4. "Let Me Love You" (video ca nhạc) – 4:09

## Xếp hạng
| Bảng xếp hạng (2004-05)                  | Vị trí cao nhất |
| ---------------------------------------- | --------------- |
| Úc (ARIA)                                | 3               |
| Áo (Ö3 Austria Top 40)                   | 6               |
| Bỉ (Ultratop 50 Flanders)                | 3               |
| Bỉ (Ultratop 50 Wallonia)                | 12              |
| Đan Mạch (Tracklisten)                   | 2               |
| Châu Âu (European Hot 100 Singles)       | 1               |
| Phần Lan (Suomen virallinen lista)       | 16              |
| Pháp (SNEP)                              | 7               |
| Đức (Official German Charts)             | 1               |
| Hungary (Rádiós Top 40)                  | 18              |
| Ireland (IRMA)                           | 5               |
| Ý (FIMI)                                 | 2               |
| Hà Lan (Dutch Top 40)                    | 1               |
| Hà Lan (Single Top 100)                  | 2               |
| New Zealand (Recorded Music NZ)          | 1               |
| Na Uy (VG-lista)                         | 5               |
| Scotland (OCC)                           | 4               |
| Tây Ban Nha (PROMUSICAE)                 | 18              |
| Thụy Điển (Sverigetopplistan)            | 18              |
| Thụy Sĩ (Schweizer Hitparade)            | 2               |
| Anh Quốc (OCC)                           | 2               |
| Anh Quốc R&B (OCC)                       | 1               |
| Hoa Kỳ Billboard Hot 100                 | 1               |
| Hoa Kỳ Hot R&B/Hip-Hop Songs (Billboard) | 1               |
| Hoa Kỳ Pop Airplay (Billboard)           | 1               |
| Hoa Kỳ Rhythmic (Billboard)              | 1               |

| Bảng xếp hạng (2005)                 | Vị trí |
| ------------------------------------ | ------ |
| Australia (ARIA)                     | 7      |
| Austria (Ö3 Austria Top 75)          | 60     |
| Belgium (Ultratop 50 Flanders)       | 30     |
| Belgium (Ultratop 40 Wallonia)       | 76     |
| Denmark (Tracklisten)                | 27     |
| Europe (European Hot 100 Singles)    | 15     |
| France (SNEP)                        | 67     |
| Germany (Official German Charts)     | 27     |
| Hungary (Rádiós Top 40)              | 91     |
| Italy (FIMI)                         | 39     |
| Netherlands (Dutch Top 40)           | 43     |
| Netherlands (Single Top 100)         | 40     |
| New Zealand (Recorded Music NZ)      | 6      |
| Switzerland (Schweizer Hitparade)    | 12     |
| UK Singles (Official Charts Company) | 18     |
| US Billboard Hot 100                 | 3      |
| US Hot R&B/Hip-Hop Songs (Billboard) | 1      |
| US Pop Songs (Billboard)             | 12     |
| US Rhythmic (Billboard)              | 2      |

| Bảng xếp hạng (2000–09)              | Vị trí |
| ------------------------------------ | ------ |
| US Billboard Hot 100                 | 8      |
| US Hot R&B/Hip-Hop Songs (Billboard) | 6      |

| Bảng xếp hạng                        | Vị trí |
| ------------------------------------ | ------ |
| US Billboard Hot 100                 | 58     |
| US Hot R&B/Hip-Hop Songs (Billboard) | 17     |

## Chứng nhận
| Quốc gia | Chứng nhận | Số đơn vị/doanh số chứng nhận |
| --- | ---------- | ----------------------------- |
| Úc (ARIA) | Bạch kim   | 70.000^                       |
| Đan Mạch (IFPI Đan Mạch) | Bạch kim   | 90.000‡                       |
| Pháp (SNEP) | Vàng       | 250.000*                      |
| New Zealand (RMNZ) | Bạch kim   | 10.000*                       |
| Anh Quốc (BPI) | Bạch kim   | 600.000‡                      |
| Hoa Kỳ (RIAA) | Vàng       | 500.000^                      |
| Hoa Kỳ (RIAA) Nhạc chuông | Bạch kim   | 1.000.000^                    |
| * Chứng nhận dựa theo doanh số tiêu thụ. ^ Chứng nhận dựa theo doanh số nhập hàng. ‡ Chứng nhận dựa theo doanh số tiêu thụ và phát trực tuyến. |            |                               |